# 張洪 (元)
張 洪（ちょう こう、生没年不詳）は、13世紀後半にモンゴル帝国（元朝）に仕えた漢人将軍。滄州の出身。
『元史』には立伝されていないが、『羅氏雪堂蔵書遺珍』に収められた『経世大典』の抜粋にその事蹟が記され、『新元史』にはこれを元にした列伝が立てられている。

## 生涯
モンゴル帝国に仕えて千戸に任じられた。中統2年（1261年）に功績により銀符千戸とされた。中統3年（1262年）、李璮が済南に拠って反乱を起こすとその討伐に功績を挙げた。これにより、金符を授けられて武衛親将軍千戸の地位に進んだ。至元4年（1267年）には新たな都城となる大都城の造営に関わり、金織衣を与えられた。至元11年（1274年）からは南宋領内への侵攻に加わり、五河口の攻略戦に従事した。至元12年（1275年）には鄭州を守った。
至元14年（1277年）に北方のモンゴル高原でシリギの乱が勃発すると、張洪も叛乱鎮圧のため派遣された。この時張洪は宣武将軍・侍衛親軍総管の位を授けられ、シリギの甥のサルバンを討ったと伝えられている。しかし、遠征先からの帰還中、カラコルム付近のタミル川で反乱軍に輜重を略奪される失態を犯している。至元16年（1279年）には広威将軍・左衛親軍副都指揮使に進み、至元17年（1280年）には更に安遠大将軍に昇格となった。至元24年（1287年）にはナヤンの乱の鎮圧にも従軍し、至元25年（1288年）に昭毅大将軍の地位を授けられた所で官職を退いた。
子の張奉政が千戸の地位を継承した。張奉政は武略将軍・僉左衛親軍都指揮司事を経て元貞元年（1295年）には左衛で屯田を行ったが、大徳11年（1307年）に職を退いてその子の張庸が地位を継いだ。